# Fosfopantotenat-cisteinska ligaza
Fosfopantotenat-cisteinska ligaza (EC 6.3.2.5, fosfopantotenoilcisteinska sintetaza) je enzim sa sistematskim imenom (R)-4'-fosfopantotenat:L-cistein ligaza. Ovaj enzim katalizuje sledeću hemijsku reakciju
CTP + ()-4'-fosfopantotenat + L-cistein {\displaystyle \rightleftharpoons } CMP + difosfat + N-[()-4'-fosfopantotenoil]-L-cistein
Cistein može da bude zamenjen nekim od njegovih derivata.
Nukleozid trifosfat (NTP) koji učestvuje u reakciji varira od vrste do vrste. Fosfopantotenoilcistein sintetaza u bakteriji Ešerihiji koli koristi citidin trifosfat (CTP) za energetskog donora, dok ljudska izoforma ovog enzima koristi adenozin trifosfat (ATP)..

## Gen
Fosfopantotenoilcistein sintetaza je kod ljudi enkodovana sa PPCS genom.

## Proteinska struktura
Zaključno sa 2007. godinom, 5 tercijarnih struktura je rešeno za ovu klasu enzima, sa PDB kodovima 1P9O, 1U7U, 1U7W, 1U7Z i 1U80.

## Literatura
- Nicholas C. Price; Lewis Stevens (1999). Fundamentals of Enzymology: The Cell and Molecular Biology of Catalytic Proteins (Third изд.). USA: Oxford University Press. ISBN 019850229X.
- Eric J. Toone (2006). Advances in Enzymology and Related Areas of Molecular Biology, Protein Evolution (Volume 75 изд.). Wiley-Interscience. ISBN 0471205036.
- Branden C; Tooze J. Introduction to Protein Structure. New York, NY: Garland Publishing. ISBN 0-8153-2305-0.
- Irwin H. Segel. Enzyme Kinetics: Behavior and Analysis of Rapid Equilibrium and Steady-State Enzyme Systems (Book 44 изд.). Wiley Classics Library. ISBN 0471303097.

## Spoljašnje veze
- Phosphopantothenate---cysteine+ligase на 